# معرف‌های حکاکی

## نیتریک اسید ( نیتال )

### ترکیب شیمیایی
نیتریک اسید سفید ( ml1ـ5 )، اتیلیک یا متیلیک الکل 95% یا مطلق ( ml100 ) و گاهی نیز الکل امیل

### موارد استفاده
در فولادهای کربنی :
1. برای تیره سازی پرلیت و مشخص کردن مجموعه‌های پرلیت
2. برای آشکارسازی مرزدانه‌های فریت
3. برای متمایز کردن فریت از مارتنزیت

### توضیحات
آهنگ حکاکی به طور دلخواه با افزودن درصدی از HNO_3 کم و زیاد می‌شود . معرف پیکریک اسید معمولاً بهتر عمل می‌کند .
زمان حکاکی چند ثانیه تا یک دقیقه

## پیکریک اسید ( پیکرال )

### ترکیب شیمیایی
پیکریک اسید ( g4 ) اتیلیک یا متیلیک الکل 95% یا مطلق ( ml100 )

### موارد استفاده
برای همهٔ رده‌های فولادهای کربنی، تابکاری شده یکنواخت شده، آب داده و بازپخت شده، کربن روی شده، آستمپر شده 
برای همهٔ فولادهای کم ـ آلیاژ

### توضیحات
گاهی محلول‌های رقیق تر مفیدند .
مرزدانه‌های فریت را به سهولت نیتال ظاهر نمی سازد . 
زمان حکاکی از چند ثانیه تا 1 دقیقه یا بیشتر

## آهن کلرید و کلریدریک اسید

### ترکیب شیمیایی
آهن کلرید ( g5 )، کلریدریک اسید ( ml50 ) و آب ( ml100 ) 

### مواد استفاده
ساختار فولادهای زنگ نزن و نیکل دار آستنیتی

## آمونیوم هیدروکسید و هیدروژن پروکسید

### ترکیب شیمیایی
آمونیوم هیدروکسید ( 5 قسمت )، آب ( 5 قسمت ) و هیدروژن پروکسید ( 2ـ5 قسمت ) 

### موارد استفاده
به طور کلی برای مس و بسیاری از آلیاژهای آن به کار می‌رود 

### توضیحات
مقدار پروکسید به طور مستقیم با تغییر مقدار مس موجود در آلیاژ تغییر می‌کند .
غوطه ور سازی یا آغشته کردن با پنبه به مدت 1 دقیقه
برای نتیجه بهتر، پروکسید تازه مصرف شود 

## آمونیوم پرسولفات

### ترکیب شیمیایی
آمونیوم پرسولفات ( g10 ) و آب ( ml90 ) 

### مواد استفاده
مس، برنج، برنز، ورشو، برنز آلومینیوم

### توضیحات
در حالت سرد یا جوشان غوطه ور شود

## معرف پالمرتون

### ترکیب شیمیایی
کروم اکسید ( g200 )، سدیم سولفات ( g15 ) و آب ( ml1000 )

### موارد استفاده
معرف عمومی روی و آلیاژهای آن

### توضیحات
غوطه ور شود و آهسته هم زده شود

## آمونیوم مولیبدات

### ترکیب شیمیایی
مولیبدیک اسید 85% ( g100 )، آمونیوم هیدروکسید با وزن مخصوص 0.9 ( ml140 )، آب ( ml240 )
محلول را صاف کرده و به ml60 نیتریک اسید با وزن مخصوص 1.32 اضافه شود

### موارد استفاده
حکاک سریع سرب و آلیاژهای آن، برای برطرف سازی لایه‌های ضخیم فلزهای کارشده بسیار مناسب است 

### توضیحات
متناوباً با پنبه آغشته شود و با آب جاری شسته شود

## فلوریدریک اسید
با فرمول شیمیایی HF تنها اسیدی است که شیشه را خورده و مات می کند.

### ترکیب شیمیایی
فلوریدریک اسید غلیظ ( ml0.5 ) و آب ( ml99.5 )

### موارد استفاده
برای بررسی میکروسکوپی آلومینیوم و آلیاژهای آن

### توضیحات
با پنبهٔ نرم به مدت 15 ثانیه آغشته شود

## منبع
- آشنایی با متالورژی فیزیکی، سیدنی اچ . اونر، عبدالوحید فتی و محمد عرفانیان، تهران، مرکز نشر دانشگاهی ، 1381 ، ISBN 964-01-1064-7